# Mario & Sonic ai Giochi olimpici
Mario & Sonic ai Giochi olimpici (マリオ&ソニック AT 北京オリンピック?, Mario to Sonikku ato Pekin Orinpikku, lett. "Mario & Sonic alle Olimpiadi di Pechino") è un videogioco sportivo per le console Wii e Nintendo DS. In vista dei giochi della XXIX Olimpiade a Pechino nel 2008, è un crossover tra le serie di Mario e Sonic.

## Modalità di gioco
Sono disponibili 16 personaggi fin dall'inizio, senza la possibilità di sbloccarne nuovi. In modalità "un giocatore", le opzioni di gioco sono 3 e sono le seguenti:

### Gare normali
Bisogna scegliere uno dei 16 personaggi e partecipare a una delle varie gare olimpiche (100m, Martello, Salto in Lungo, Giavellotto ecc.) Andando avanti nella modalità "Circuito" si potranno sbloccare nuove gare.
È stata aggiunta una serie con un totale di otto gare (quattro per il Wii) sbloccabili durante il gioco di "Eventi sogno", che rappresentano sport esistenti (scherma, canoa, pallacanestro, pugilato...) con regole diverse più simili alle solite avventure dell'idraulico e del riccio blu.

### Circuito
Con uno dei 16 personaggi, bisogna terminare una serie di gare varianti dalle tre alle sei, suddivise in tre livelli di difficoltà.
Vincendo o arrivando secondo (su quattro partecipanti) si sbloccheranno nuovi circuiti e gare sportive, o eventi sogno.

### Missioni
Ogni personaggio ha una serie di missioni da portare avanti. Per ogni personaggio ci sono 5 eventi più uno da sbloccare completando gli altri dove alla fine si dovrà battere il proprio rivale (per esempio Luigi dovrà rivaleggiare contro Shadow). Completando tutte le missioni di quel personaggio si avrà il suo emblema.

### Multiplayer
In modalità "multi player", le opzioni sono le 3 seguenti:

#### Connessione con 2-4 DS dotati di cartuccia
Ci si potrà collegare con 2/4 amici dotati del gioco e giocare insieme un totale di sei gare, uguali per ogni gruppo di partecipanti, e vedere chi fa più punti. C'è una classifica finale che rimarrà salvata sul DS per vedere chi ha vinto più gare.

#### Connessione con 2-4 DS non dotati di cartuccia
Come sopra, solo che basta che un solo partecipante abbia la cartuccia del gioco.

#### Connessione WI-FI
Ci si potrà connettersi on-line e giocare con persone di tutto il mondo, proprio come alle vere Olimpiadi, grazie alla Nintendo Wi-Fi connection. La classifica qui è globale, ed è molto più difficile essere i primi in tutto il mondo, ma possibile. Si potrà scambiare i record con persone da tutto il mondo, e confrontarsi per diventare il campione del mondo.

## Personaggi
I personaggi disponibili sono divisi in quattro categorie di quattro personaggi ciascuno: Potenza, Completo, Velocità e Abilità. Come suggerisce il nome, i quattro personaggi della categoria "Potenza" sono più forti fisicamente, e quindi più adatti nelle gare come il Martello o il Giavellotto. Lo stesso vale per Velocità e Abilità. Completo è un personaggio che ha statistiche nella media, come ad esempio Mario, ed è adatto a gare tipo la Piattaforma 10m o il Trampolino.
Inoltre, esclusivamente nella versione Wii, è possibile utilizzare il proprio personaggio Mii.

### Potenza
- Knuckles (Sonic)
- Bowser (Mario)
- Vector (Sonic)
- Wario (Mario)

### Completo
- Mario (Mario)
- Amy (Sonic)
- Luigi (Mario)
- Blaze (Sonic)

### Velocità
- Sonic (Sonic)
- Yoshi (Mario)
- Shadow (Sonic)
- Daisy (Mario)

### Abilità
- Peach (Mario)
- Tails (Sonic)
- Waluigi (Mario)
- Eggman (Sonic)

I personaggi sono divisi in due Team, il Team Mario e il Team Sonic.

## Arbitri
Nel gioco sono presenti inoltre, personaggi della serie Mario e Sonic come arbitri in certi eventi, i principali sono Toad e Cream the Rabbit, rispettivamente dalla serie Mario e Sonic.

## Arbitri serie Sonic
- Cream the Rabbit
- Espio the Chameleon
- Charmy Bee
- Big the Cat (solo versione Wii)

## Arbitri serie Mario
- Toad
- Lakitu
- Tipo Timido

## Elenco Sport

### Atletica

#### Atletica leggera

##### Eventi pista
- 100m
- 400m
- 400m a ostacoli
- 4x100m staffetta (solo versione Wii)
- 110m ostacoli (solo versione Wii)

##### Eventi campo Salti
- Salto in lungo
- Salto triplo
- Salto in alto (solo versione Wii)
- Salto con l'asta (solo versione Wii)

##### Eventi Campo Lanci
- Martello
- Giavellotto

### Sport acquatici

#### Nuoto
- 100m stile libero
- 4x100 stile libero (solo versione Wii)

#### Tuffi
- Piattaforma 10m (solo versione DS)

### Ginnastica

#### Artistica
- Trampolino
- Cavallo con maniglie (Solo versione Wii)
- Cavallo (solo in versione DS)

### Altri

#### Tiro a segno

##### Tiro con L'arco
- Tiro con l'arco

##### Fucile
- Tiro al piattello

#### Tennis
- Tennis tavolo (singolo)

#### Ciclismo

##### Ciclismo su pista
- Inseguimento (singolo) (solo versione DS)

#### Canottaggio

##### Canoa
- Scull singolo (canoa, solo in versione Wii)

#### Contatto

##### Scherma
- Spada

### Eventi sogno
- Atletica
- Scherma
- Pallacanestro (solo versione DS)
- Canoa (solo versione DS)
- Pugilato (solo versione DS)
- Salto in Lungo (solo versione DS)
- Tiro (solo versione DS)
- Tennis Tavolo
- Piattaforma (solo versione Wii)

## Accoglienza
Brady Langmann, Dom Nero e Cameron Sherrill di Esquire lo classificarono come il sesto migliore gioco della serie di Sonic.

## Sequel
Il 12 febbraio 2009 è stato annunciato il sequel del gioco ovvero Mario & Sonic ai giochi olimpici invernali dove gli eventi si svolgeranno ai Giochi olimpici invernali di Vancouver, nel 2010. Il gioco è uscito il 16 ottobre 2009 in tutto il mondo.
Nel 2012 uscì anche Mario & Sonic ai Giochi olimpici di Londra 2012, nel 2014 Mario & Sonic ai Giochi olimpici invernali di Sochi 2014, nel 2016 è uscito Mario & Sonic ai Giochi olimpici di Rio 2016 e nel 2019 è uscito Mario e Sonic ai Giochi olimpici di Tokyo 2020.